# Elternschaft
Elternschaft bezeichnet die Rolle eines Elters für sein Kind, geschlechtsspezifisch unterschieden in Mutterschaft und Vaterschaft (vergleiche auch Elter und Kindheit); sie unterteilt sich in drei Bereiche:
- biologische Elternschaft ergibt sich aus der gemeinsamen Zeugung eines Kindes: die sogenannte Blutsverwandtschaft (siehe unten)
- rechtliche Elternschaft beinhaltet Elternrechte und -pflichten für ein Kind, auch für ein adoptiertes oder aus einer fremden Eizelle ausgetragenes (siehe unten)
- soziale Elternschaft besteht in der langfristigen Übernahme von Verantwortung und Zuwendung für ein Kind (siehe unten)

Im allgemeinen Sinne bezeichnet die Elternschaft die Gesamtheit derjenigen Elternteile, deren Kinder gemeinsam beispielsweise einen Kindergarten oder eine Schule besuchen, oder die in einem Elternverein organisiert sind: Sie verbindet ihre jeweils gemeinsame Interessenlage an ihren Kindern. Die Elternschaft wirkt über Elternvertretungen an pädagogischen Einrichtungen mit, für sie gibt es auch Elternsprechtage.

## Begriffsgeschichte
„Eltern“ und „Elternschaft“ sind zentrale Begriffe innerhalb der Verwandtschaftsterminologie. Im Gegensatz zur Terminologie anderer Verwandtschaftsbeziehungen sind beide Begriffe noch wenig erforscht.

### Eltern
Das deutsche Wort „Eltern“ (von indogermanisch al „nähren, wachsen“, althochdeutsch eltiron um 765 n. Chr.) ist im frühen Mittelalter durch die Gleichsetzung der Begriffe von Vater und Mutter entstanden.
Elternbezeichnungen bildeten sich in den europäischen Sprachen als ein Ergebnis des Transformationsprozesses der Sozial- und Verwandtschaftssysteme Europas, der sich seit der Antike beobachten lässt. In der Grundherrschaft des Mittelalters wurde das ‚Haus‘ zur zentralen Institution und Leistungseinheit, in der Hausvater und Hausmutter als Arbeitspaar und unverzichtbare Doppelspitze die Zentralposition zukam. Die Sozial- und Verwandtschaftssysteme wurden elternzentriert. In der Funktion als männliche Schutzherrschaft kam dem Hausvater innerhalb der Führungsspitze der Hauseltern der Vorrang zu. Das christliche Prinzip der ‚geistlichen Verwandtschaft‘ und die gesellschaftliche Ausrichtung an der grundherrschaftlichen Arbeitsorganisation führten zu einer Lockerung der Verwandtschafts- bzw. Abstammungsbeziehungen. ‚Geistliche Väter‘ und ‚geistliche Mütter‘ wurden quasi zu ‚Miteltern‘ (beispielsweise als Pater und Pate) oder traten an die Stelle der biologischen bzw. vorherigen Eltern. Im ‚Haus‘ des Mittelalters mussten Hauseltern, Kinder und Gesinde deshalb nicht verwandt sein. Für die zentrale Führungsposition steht der Begriff der Hauseltern bis heute noch beispielsweise in Jugendherbergen, Kinderheimen oder SOS-Kinderdörfern.
Im Mittelalter wurde die Bezeichnung „Elter“ auch in der Singularform als Maskulinum oder Neutrum verwendet. Seit den 1990er Jahren beginnen die Sozialwissenschaften mit der erneuten Verwendung der Singularform, aufgrund der Zunahme von Ein-Eltern-Familien und weil der Begriff ‚Elternteil‘ als ungeeignet angesehen wird, da er die Vorstellung eines Ganzen transportiert und deshalb Unvollständigkeit unterstellt.

### Elternschaft
Das deutsche Wort „Elternschaft“ (Ableitung zum Hauptwort Eltern mit dem Wortbildungsmorphem -schaft) ist ein personaler Kollektivbegriff, der Ende des Mittelalters entstanden ist.
Er bezeichnet die gesellschaftliche Ordnung in Bezug auf die Position von Eltern sowie die jeweiligen positionsbezogenen Zuordnungen von Status, Rang, Würde, Tätigkeiten, Rechten, Pflichten und Machtchancen. Als personaler Kollektivbegriff weist er darauf hin, dass Verhaltens- und Empfindensstandards in Bezug auf Elternschaft gesellschaftlich geprägt sind und sich mit dem sozialen Wandel verändern. Die jeweiligen Standards der Elternschaft legen sowohl die Spielräume des Verhaltens und Empfindens für Menschen in Elternposition fest, als auch für Menschen, die mit Eltern direkt oder indirekt in Beziehung stehen (Kinder, Verwandte, Nachbarn, Freunde, Erzieher, Lehrer, Politiker, Therapeuten, Richter, Jugendamtsmitarbeiter, Arbeitskollegen, Arbeitgeber etc.).
Auffällig ist, dass Elternschaft in Wissenschaft und Berufspraxis zwar ein Schlüsselbegriff ist, dieser jedoch lange diffus blieb und wenig reflektiert wurde. Ersatzweise bezieht man sich implizit vielfach auf Habitusmerkmale wie etwa Professionalität oder Geschlecht, über die Rechte und Pflichten in Beziehungen zu Kindern komplementär zugeordnet werden: beispielsweise von Eltern als Laien und Experten als Profis, von tradierten Geschlechterrollen in Elternschaft über personale Kollektivbegriffe von Mutterschaft und Vaterschaft. Eine Reflexion und Offenlegung des Begriffsverständnisses von Elternschaft ist entsprechend der Maßstäbe für wissenschaftliches Arbeiten und Professionalisierung deshalb unverzichtbar, damit implizite bzw. subjektive Vorstellungen nicht verdeckt in Wissenschaft und Berufspraxis einfließen.

## Biologische Elternschaft
Unter biologische Elternschaft fasst man jene Elternrollen von Mutter und Vater, die von diesen durch die gemeinsame Zeugung und das Gebären eines Kindes ausgeführt werden; ihr Kind ist mit ihnen blutsverwandt.
Bei einer natürlichen Zeugung und Geburt gibt es genau eine biologische Mutter und einen biologischen Vater, beide sind „Erzeuger“, fachsprachlich Genitoren. Bei Kindern, die mit Hilfe der modernen Reproduktionsmedizin gezeugt oder ausgetragen oder geboren wurden, ist die biologische Elternschaft nicht notwendigerweise eindeutig zu bestimmen (siehe weibliche Eizellspende, männliche Samenspende). So kann eine Frau eine fremde Eizelle austragen und das Kind zur Welt bringen (siehe Leihmutter); in diesem Fall besteht keine biologische Verwandtschaft mit dem Kind, allerdings eine rechtliche (siehe unten). Ferner wird auch das Stillen als ein Teil biologischer Mutterschaft in Betracht gezogen, der ebenfalls an andere Personen übertragen werden kann.
Der genetische Verwandtschaftskoeffizient von Elternteilen und ihren leiblichen Kindern beträgt 0,5: geschätzte 50 % ihrer Erbinformationen stimmen überein (ebenso zwischen vollbürtigen Geschwistern, siehe dazu auch die Erbkrankheitsrisiken). Die genetische Übereinstimmung zwischen Elternteilen und Kindern erhöht sich, wenn beide Eltern selber bereits miteinander blutsverwandt sind, weil dadurch mehr übereinstimmende Erbinformationen vererbt werden (siehe auch Cousinenheirat, Verwandtenheirat).
Siehe auch: Kuckuckskind, Scheinvater (Kuckucksvater), Elternaufwand (Soziobiologie)

## Rechtliche Elternschaft
Die biologische Verwandtschaft und die Verwandtschaft im rechtlichen Sinne sind unterschiedlich bestimmt: Die rechtliche Verwandtschaft, zu der auch Mutterschaft und Vaterschaft zählen, wird ausschließlich von der Gesetzgebung bestimmt, bezüglich der Elternschaften vor allem im Kindschaftsrecht. Einen Sonderfall stellt die Adoption einer Person als Annahme „an Kindes statt“ dar, bei der die rechtliche Mutterschaft auf die Adoptivmutter und/oder die Vaterschaft auf den Adoptivvater übergeht (und seitens der Herkunftseltern erlischt).
Mit der rechtlichen Elternschaft sind bestimmte Elternrechte und -pflichten verbunden, beispielsweise das Sorgerecht. Die rechtliche Mutterschaft oder Vaterschaft begründet zugleich die Unterhaltspflicht und darüber hinaus auch die sittliche Pflicht, für den Unterhalt des Kindes aufzukommen, bis zum Abschluss einer seiner Neigung entsprechenden Ausbildung.
Im Regelfall sind der Ehemann oder die eingetragene Lebenspartnerin der Mutter die Eltern des Kindes im rechtlichen Sinne. Davon abweichend kann ein Mann durch die Vaterschaftsanerkennung zum rechtlichen oder juristischen Vater eines Kindes werden, auch wenn es nicht sein biologisches Kind ist. Abhängig von den gesetzlichen Bestimmungen des jeweiligen Landes, kann die rechtliche Elternschaft unter Umständen auch von zwei Müttern, von zwei Vätern, oder von mehr als zwei Elternteilen wahrgenommen werden.
Rechtliche Elternteile und ihre rechtlichen Kinder gelten in Deutschland, Österreich, Schweiz und vielen weiteren Ländern als miteinander in gerader Linie und im ersten Grad verwandt (vermittelt durch 1 Geburt).

### Deutschland
Im Bürgerlichen Gesetzbuch legt der § 1591 Mutterschaft fest: „Mutter eines Kindes ist die Frau, die es geboren hat“; dies gilt auch für das Austragen einer fremden Eizelle (siehe Eizellspende, Leihmutter). Als Vater eines Kindes gilt nach § 1592 Vaterschaft grundsätzlich der mit der Mutter verheiratete Mann, oder der Mann, der seine Vaterschaft anerkannt hat, solange dies nicht erfolgreich angefochten wurde (siehe Vaterschaft im deutschen Recht und Unehelichkeit).
Die Pflicht zum Kindesunterhalt besteht für einen nur biologischen Vater nicht; seine Möglichkeit, auch rechtlicher Vater werden zu können, wurde 2001 durch ein Urteil des Bundesverfassungsgerichts ermöglicht.
Siehe auch: Abstammung: Zugehörigkeit zu einer Familie, Elterliche Sorge (Deutschland), Erziehungsauftrag, Erziehungsberechtigter (Deutschland), Sorgeerklärung, Vaterschaftsfeststellung in Deutschland, Kindschaftsrecht (Deutschland), Adoption (Deutschland)

## Soziale Elternschaft
Soziale Elternschaft bezeichnet die Elternrollen von Müttern und Vätern, die diese durch Zuwendung für das Kind und durch die Übernahme von langfristiger Verantwortung für das Kind einnehmen. Dabei kann zwischen drei Rollen der sozialen Elternschaft unterschieden werden:
- die Pflege (nurturance) und Erziehung des Kindes, die sich vor allem im alltäglichen Zusammenleben ausdrückt und Bereiche wie Ernährung und Versorgung betrifft
- die Ausbildung (training) bezeichnet jene Beschäftigungen mit Kindern, bei denen sie etwas lernen
- die Förderung (sponsorship) betrifft die Übernahme von finanzieller Verantwortung (z. B. für die Schulausbildung).[9][14]

Die Unterscheidung in soziale Elternschaft ist erforderlich, weil diejenigen Menschen, die für ein Kind als liebevolle und auch langfristig zuverlässige Bezugspersonen im privaten Umfeld fungieren und oft auch „Mama“ oder „Papa“ genannt werden, nicht immer Elternteile im biologischen oder rechtlichen Sinn sind.
Häufig übernehmen Personen die soziale Elternschaft, wenn sie eine Partnerschaft mit einem biologischen oder rechtlichen Elternteil eingehen, etwa nach einer Trennung, nach einem Todesfall oder mit einer/m von Anfang an alleinerziehenden Mutter/Vater (siehe Stiefeltern).
Siehe auch: Avunkulat (Mutterbruder als sozialer Vater), Pflegeeltern, Pflegekind, Patenonkel, Patentante, Milchverwandtschaft, Aufgaben in der Familie, Co-Parenting

## Religiöse Bedeutung der Elternschaft
Im Christentum wird die Elternschaft mit der daraus resultierenden christlichen Familie als Hausgemeinde verstanden. Die katholische Kirche sieht in einem Vorbehalt gegen die Elternschaft einen Willensmangel im Ehekonsens, der zur Ungültigkeit der Ehe führt.
Im Islam spielt das Prinzip der Pietät (Respekt, Ehrfurcht) gegenüber den eigenen Eltern (al-birr bi-l-wālidain) eine wichtige Rolle. Im Koran wird in Sure 31 Luqmān in Vers 14 dem Menschen empfohlen, seinen Eltern dankbar zu sein.
Im Konfuzianismus ist die „kindliche Pietät“ ein Grundbegriff und nimmt einen zentralen Platz in der Ethik des Konfuzius ein.

## Soziologie der Elternschaft
An der School of Social Policy, Sociology and Social Research der University of Kent besteht seit 2007 ein Centre for Parenting Culture Studies, das es sich zur Aufgabe gesetzt hat, interdisziplinäre Forschung zur gegenwärtigen Kultur der Elternschaft zu fördern. Zu den Themen, die in diesem Fach gegenwärtig diskutiert werden, zählt der Eltern-Determinismus: ein Denken, das Eltern vorwirft, durch massenhaftes individuelles erzieherisches Versagen gesellschaftliche Problembestände zu verschulden. Seit den 1980er Jahren wird von der Forschung in vielen Ländern Westeuropas einschließlich der Vereinigten Staaten eine Erhöhung des durchschnittlichen Auszugsalters der Kinder beobachtet, was zur Verlängerung der faktischen Elternschaft führte und mit dem Schlagwort Hotel Mama charakterisiert wird. Weiterhin beschäftigt sich die Soziologie der Elternschaft mit den Auswirkungen globaler Ereignisse wie der COVID-19-Pandemie und den damit verbundenen Herausforderungen für Eltern.